# سيد محمد أيوب
سيد محمد أيوب هو لاعب هوكي الحقل أفغاني، (ولد في أفغانستان 1908  م).

## وصلات خارجية
- سيد محمد أيوب على موقع أوليمبيديا (الإنجليزية)